# Paradies, wo bist du?
Paradies, wo bist du? war der deutsche Beitrag zum Eurovision Song Contest 1965. Geschrieben wurde das deutschsprachige Lied von Hans Blum und Barbara Kist, gesungen wurde es von Ulla Wiesner.

## Inhalt
In der Ballade geht es um eine Liebesbeziehung, die mit „ein[em] Blick, ein[em] Wort, ein[em] Brief, ein[em] ‚Du‘, ein[em] Kuss und ein[em] Herz[en]“ beginnt. Dann fragt die Sängerin, ob sie das „Paradies […] gefunden“ hätte. Doch dann kam „der Tag, dann das Licht, dann der Schlag ins Gesicht“. Schließlich ist die Sängerin wieder alleine und weint „wie ein kleines Mädchen verirrt in der Stadt“.
Obwohl sich das Lied bei der deutschen Vorentscheidung Ein Lied für Neapel mit zwei Drittel der Jurystimmen klar durchsetzen konnte, kam es in Neapel mit null Punkten, zusammen mit den Beiträgen aus Belgien, Finnland und Spanien, auf den letzten Platz.